# Difusión facilitada

Difusión facilitada en la membrana celular, mostrando canales iónicos y proteínas transportadoras

La difusión facilitada (también conocida como transporte facilitado o transporte mediado-pasivo) es el proceso de transporte pasivo espontáneo (a diferencia del transporte activo) de moléculas o iones a través de una membrana biológica a través de proteínas integrales transmembrana específicas. Al ser pasivo, el transporte facilitado no requiere directamente energía química de la hidrólisis de ATP en el paso de transporte en sí; más bien, las moléculas y los iones se mueven a favor de su gradiente de concentración, lo que refleja su naturaleza difusiva.

Moléculas insolubles que se difunden a través de una proteína integral.

## Difusión facilitada vs. difusión simple
La difusión facilitada difiere de la difusión simple en varios aspectos.
- El transporte se basa en la unión molecular entre la carga y el canal incrustado en la membrana o la proteína transportadora.
- La velocidad de difusión facilitada es saturable con respecto a la diferencia de concentración entre las dos fases; a diferencia de la difusión libre, que es lineal en la diferencia de concentración.
- La dependencia de la temperatura del transporte facilitado es sustancialmente diferente debido a la presencia de un evento de unión activado, en comparación con la difusión libre, donde la dependencia de la temperatura es leve.[2]

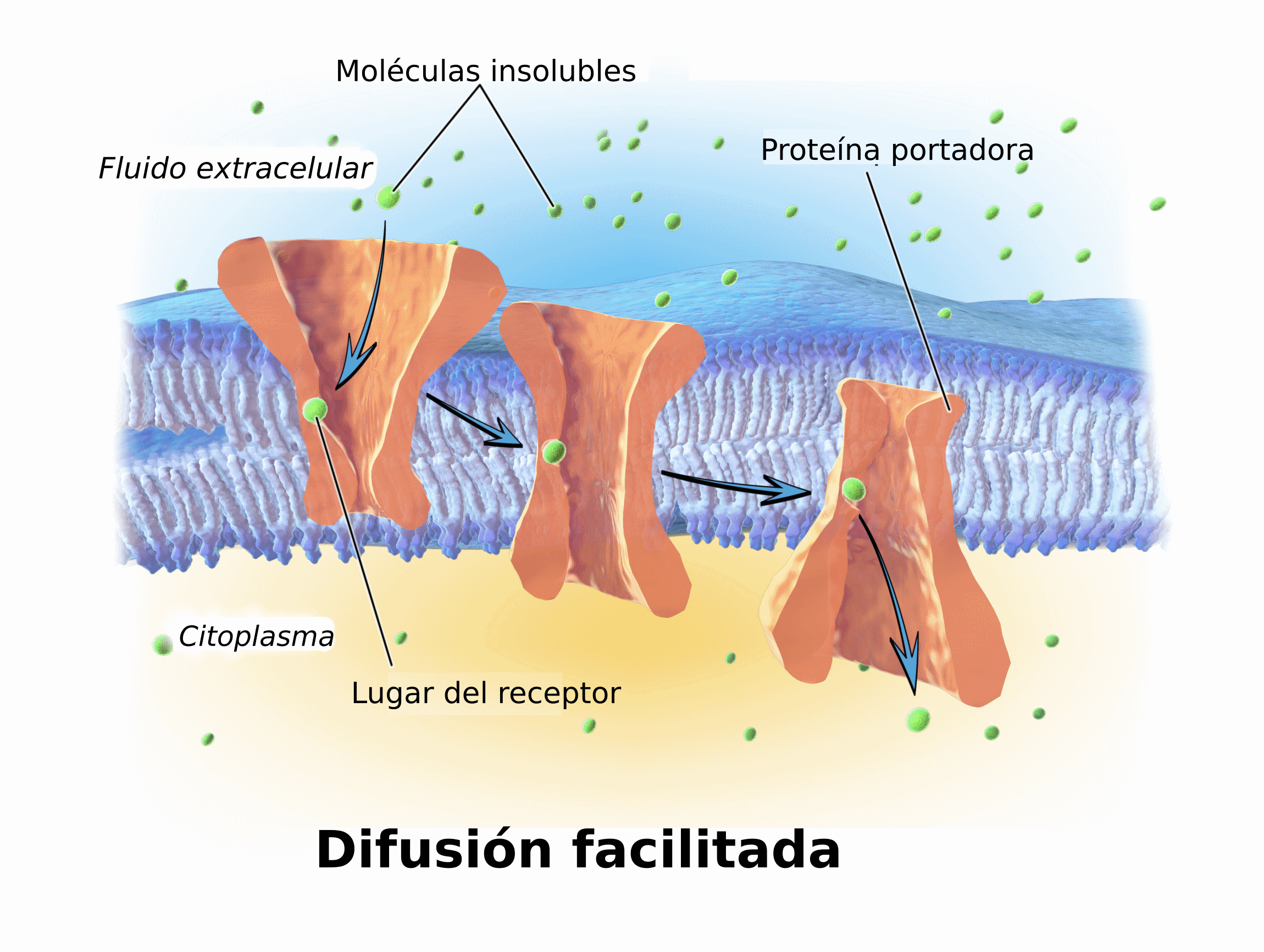
Representación 3D de difusión facilitada

Las moléculas polares y los iones grandes disueltos en agua no pueden difundirse libremente a través de la membrana plasmática debido a la naturaleza hidrófoba de las colas de ácidos grasos de los fosfolípidos que componen la bicapa lipídica. Solo las moléculas pequeñas no polares, como el oxígeno y el dióxido de carbono, pueden difundirse fácilmente a través de la membrana. Por lo tanto, las moléculas polares pequeñas son transportadas por proteínas en forma de canales transmembrana. Estos canales están cerrados, lo que significa que se abren y cierran y, en consecuencia, desregulan el flujo de iones o pequeñas moléculas polares a través de las membranas, a veces en contra del gradiente osmótico. Las moléculas más grandes son transportadas por proteínas transportadoras transmembrana, como las permeasas, que cambian su conformación a medida que las moléculas son transportadas (por ejemplo, la glucosa o los aminoácidos). Las moléculas no polares, como el retinol o los lípidos, son poco solubles en agua. Se transportan a través de los compartimentos acuosos de las células o a través del espacio extracelular mediante transportadores solubles en agua (por ejemplo, la proteína de unión al retinol). Los metabolitos no se alteran porque no se requiere energía para la difusión facilitada. Solo la permeasa cambia de forma para transportar metabolitos. La forma de transporte a través de una membrana celular en la que se modifica un metabolito se denomina transporte de translocación de grupo.
La glucosa, los iones de sodio y los iones de cloruro son solamente algunos ejemplos de moléculas y iones que deben cruzar de manera eficiente la membrana plasmática, pero a los que la bicapa lipídica de la membrana es prácticamente impermeable. Por lo tanto, su transporte debe ser "facilitado" por proteínas que atraviesan la membrana y proporcionan una ruta alternativa o mecanismo de derivación. Algunos ejemplos de proteínas que intervienen en este proceso son los transportadores de glucosa, las proteínas transportadoras de cationes orgánicos, el transportador de urea, el transportador de monocarboxilato 8 y el transportador de monocarboxilato 10.

## Modeloin vivode difusión facilitada
Muchos procesos físicos y bioquímicos están regulados por difusión. La difusión facilitada es una forma de difusión y es importante en varios procesos metabólicos. La difusión facilitada es el mecanismo principal detrás de la unión de los factores de transcripción (TF) a los sitios de destino designados en la molécula de ADN. El modelo in vitro, que es un método muy conocido de difusión facilitada, que tiene lugar fuera de una célula viva, explica el patrón tridimensional de difusión en el citosol y la difusión unidimensional a lo largo del contorno del ADN. Después de llevar a cabo una extensa investigación sobre los procesos que ocurren fuera de la célula, este mecanismo fue aceptado en general, pero era necesario verificar que este mecanismo podría tener lugar in vivo o dentro de las células vivas. Utilizando un genoma bacteriano se analizó el tiempo promedio para que se produjera la unión TF-ADN. Después de analizar el proceso por el tiempo que tardan los TF en difundirse a través del contorno y el citoplasma del ADN de la bacteria, se concluyó que in vitro e in vivo son similares en cuanto a que las tasas de asociación y disociación de los TF hacia y desde el ADN son similares en ambos. Además, en el contorno del ADN, el movimiento es más lento y los sitios objetivo son fáciles de localizar, mientras que en el citoplasma, el movimiento es más rápido, pero los TF no son sensibles a sus objetivos y, por lo tanto, la unión está restringida.

### Difusión facilitada intracelular
La imagen de molécula única es una técnica de imagen que proporciona una resolución ideal necesaria para el estudio del mecanismo de unión del factor de transcripción en células vivas. En células de bacterias procarióticas como E. coli, se requiere la difusión facilitada para que las proteínas reguladoras localicen y se unan a los sitios diana en los pares de bases de ADN. Hay 2 pasos principales involucrados: la proteína se une a un sitio no específico en el ADN y luego se difunde a lo largo de la cadena de ADN hasta que localiza un sitio objetivo, un proceso denominado deslizamiento. Durante el proceso de deslizamiento de proteínas, la proteína busca en toda la longitud de la cadena de ADN utilizando patrones de difusión 3-D y 1-D. Durante la difusión tridimensional, la alta incidencia de proteínas de Crowder crea una presión osmótica que atrae a las proteínas buscadoras (por ejemplo, el represor Lac) más cerca del ADN para aumentar su atracción y permitirles unirse, así como el efecto estérico que excluye a las proteínas Crowder de esta región (región del operador Lac). Las proteínas bloqueadoras participan únicamente en la difusión 1-D, es decir, se unen y difunden a lo largo del contorno del ADN y no en el citosol.

## Difusión facilitada de proteínas en la cromatina
El modelo in vivo mencionado anteriormente explica claramente la difusión 3-D y 1-D a lo largo de la cadena de ADN y la unión de las proteínas a los sitios diana de la cadena. Al igual que las células procariotas, en las eucariotas, la difusión facilitada ocurre en el nucleoplasma en los filamentos de cromatina, explicada por la dinámica de conmutación de una proteína cuando está unida a un hilo de cromatina o cuando se difunde libremente en el nucleoplasma. Además, dado que la molécula de cromatina está fragmentada, es necesario considerar sus propiedades fractales. Después de calcular el tiempo de búsqueda de una proteína diana, alternando entre las fases de difusión 3-D y 1-D en la estructura fractal de la cromatina, se dedujo que la difusión facilitada en eucariotas precipita el proceso de búsqueda y minimiza el tiempo de búsqueda al aumentar la afinidad ADN-proteínas.

## Oxígeno
La afinidad del oxígeno con la hemoglobina en las superficies de los glóbulos rojos mejora esta capacidad de unión. En un sistema de difusión facilitada de oxígeno, existe una estrecha relación entre el ligando, que es el oxígeno, y el transportador, que es la hemoglobina o la mioglobina. La difusión facilitada por oxígeno ocurre en un ambiente homogéneo donde la presión de oxígeno puede controlarse relativamente. Para que se produzca la difusión de oxígeno, debe haber una presión de saturación total (más) en un lado de la membrana y una presión reducida total (menos) en el otro lado de la membrana, es decir, un lado de la membrana debe tener una concentración más alta. Durante la difusión facilitada, la hemoglobina aumenta la tasa de difusión constante de oxígeno y la difusión facilitada ocurre cuando la molécula de oxihemoglobina se desplaza al azar.

### Monóxido de carbono
La difusión facilitada del monóxido de carbono es similar a la del oxígeno. El monóxido de carbono también se combina con la hemoglobina y la mioglobina, pero el monóxido de carbono tiene una velocidad de disociación 100 veces menor que la del oxígeno. Su afinidad por la mioglobina es 40 veces mayor y 250 veces mayor por la hemoglobina, en comparación con el oxígeno.

## Glucosa
Dado que la glucosa es una molécula grande, su difusión a través de una membrana es difícil. Por lo tanto, se difunde a través de las membranas a través de la difusión facilitada, a favor del gradiente de concentración. La proteína transportadora en la membrana se une a la glucosa y altera su forma para que pueda transportarse fácilmente. El movimiento de la glucosa hacia la célula puede ser rápido o lento dependiendo del número de proteínas que atraviesan la membrana. Es transportado contra el gradiente de concentración por un simportador de glucosa dependiente que proporciona una fuerza impulsora a otras moléculas de glucosa en las células. La difusión facilitada ayuda a liberar la glucosa acumulada en el espacio extracelular adyacente al capilar sanguíneo.